# Rochester (New York, Monroe megye)
Rochester város az USA New York államában.  Monroe megye megyeszékhelye és legnagyobb városa. Lakosainak száma 211 328 fő (2020. április 1.). Az Ontario-tó déli partján fekszik.

## Népesség
A település népességének változása:
| Lakosok száma | 208 123 | 210 565 | 205 695 | 211 328 |
|               | 2006    | 2012    | 2019    | 2020    |